# Німвар
Німвар (перс. نيم‌ور, також романізоване як Nīmvar і Nīmwar; також відоме як Німехван і Німе Вар) — місто в центральному окрузі округу Махаллат провінції Марказі, Іран. За даними перепису 2006 року, його населення становило 5731 особу, що проживали у складі 1580 сімей.
У стародавні часи Німвар був важливим місцем для зороастризму. Німвар є одним із стародавніх міст, пов'язаних із сасанідською та ашканською епохами в Ірані, його історичні звичаї все ще живі, і одним із них, який нараховує дві тисячі років, є церемонія днопоглиблення Кум Руд та церемонія Білгардані, яка є знаком використання природи людиною.